# سلولوئید

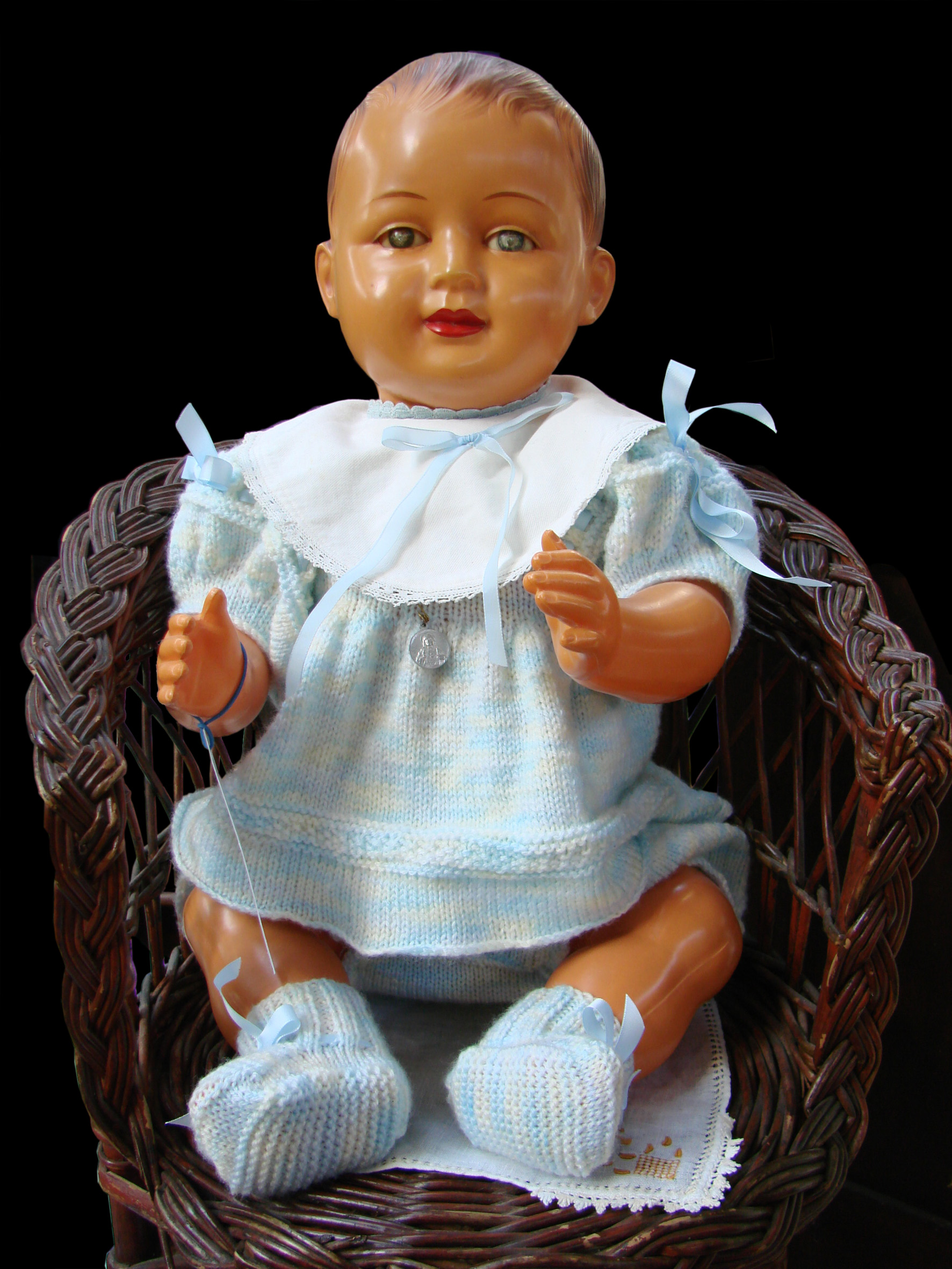
عروسک قدیمی سلولوئیدی

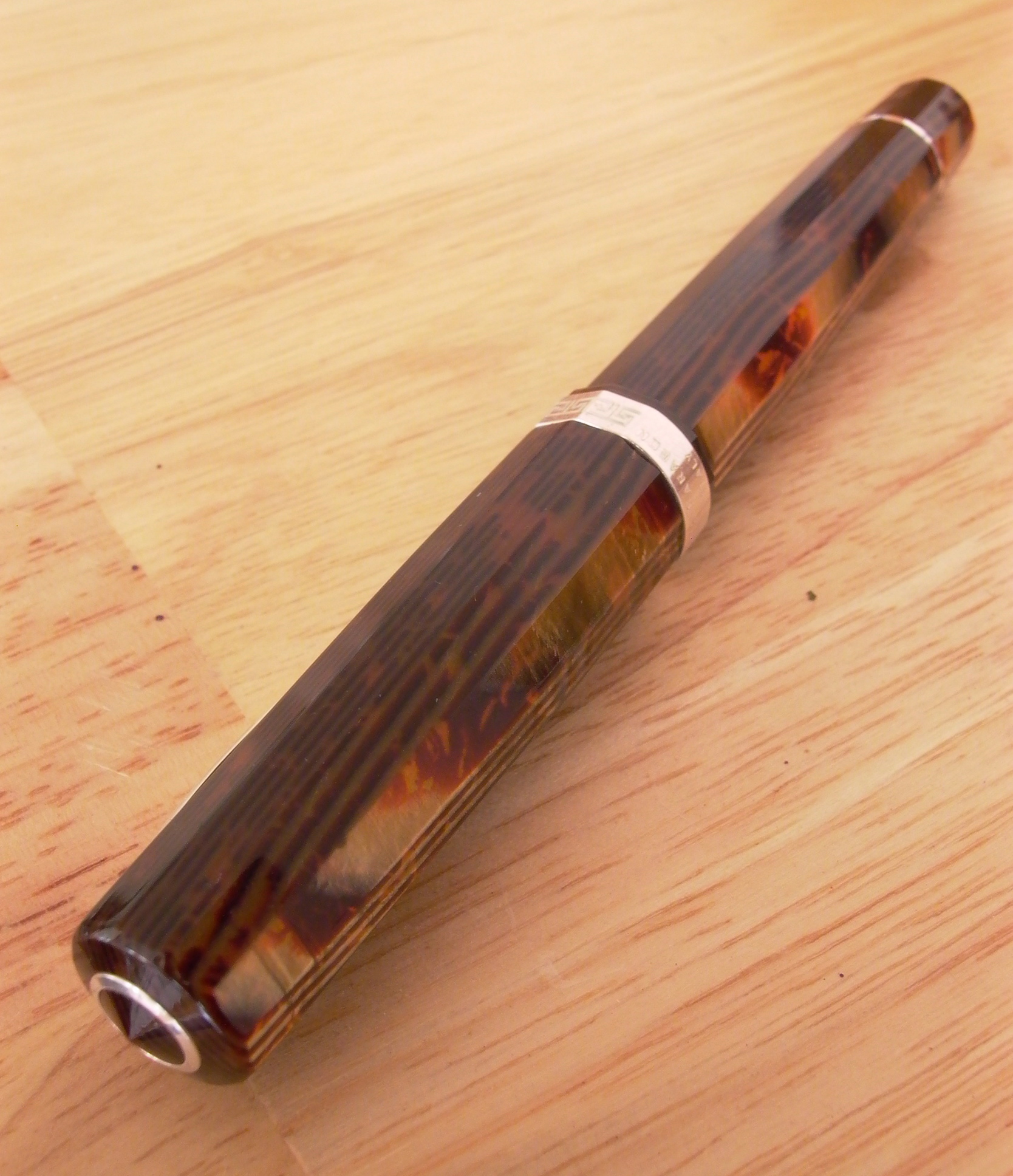
خودنویس سلولوئید و نقره استرلینگ.

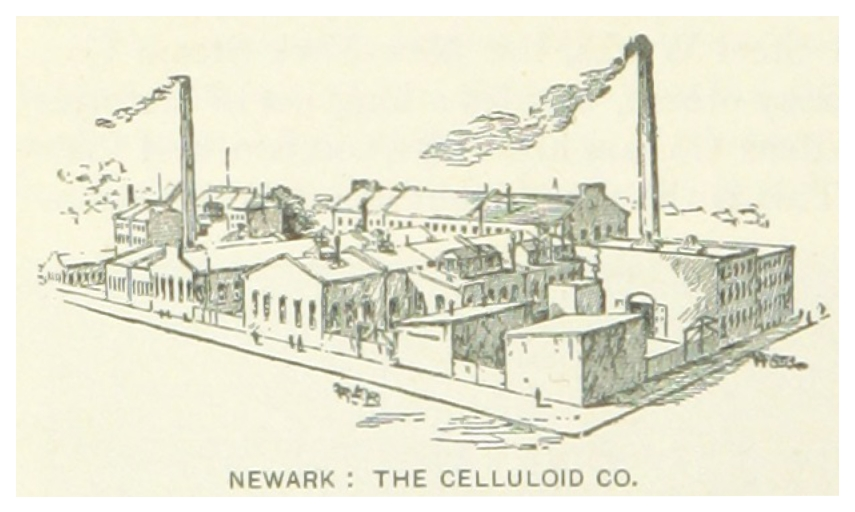
مجتمع صنعتی تولید سلولوئید در نیوآرک، نیوجرسی (حدود ۱۸۹۰)

سلولوئید (انگلیسی: Celluloid) اولین ماده پلاستیکی موفق تجاری بود که در سال ۱۸۶۹ توسط جان وسلی‌هایت اختراع شد. این ماده ترموپلاستیک از ترکیب نیتروسلولز و کافور ساخته می‌شد و به دلیل قابلیت شکل‌پذیری در حرارت، در ساخت اشیاء متنوعی مانند توپ بیلیارد، شانه، عروسک، فیلم عکاسی و حتی یقه پیراهن مورد استفاده قرار می‌گرفت.
به‌طور کلی، سلولوئید دسته‌ای از مواد است که از ترکیب نیتروسلولز (نیترات سلولز) و کافور و اغلب با افزودن رنگ‌ها و سایر عوامل تولید می‌شود.
سلولوئید به عنوان یک ماده انقلابی، جایگزین مناسبی برای عاج فیل و لاک لاک‌پشت بود و به دلیل قیمت مناسب و دوام بالا، به سرعت محبوبیت یافت. با این حال، به دلیل اشتعال‌پذیری بالا و شکنندگی در درازمدت، به تدریج جای خود را به پلاستیک‌های جدیدتر و ایمن‌تر داد. با این وجود، سلولوئید به عنوان یک ماده مهم در تاریخ صنعت پلاستیک و فیلم‌سازی شناخته می‌شود.
سلولوئید که زمانی به دلیل استفاده از آن به عنوان فیلم عکاسی پیش از ظهور روش‌های ایمن‌تر بسیار رایج بود، امروزه عمدتاً برای ساخت توپ‌های تنیس روی میز، آلات موسیقی، شانه، تجهیزات اداری، بدنه خودنویس‌ها و پیک گیتار استفاده می‌شود.

## نیتروسلولز
پلاستیک‌های مبتنی بر نیتروسلولز اندکی قبل از سلولوئید وجود داشتند. کلوودیون که در سال ۱۸۴۸ اختراع شد و به عنوان پانسمان زخم و امولسیون برای صفحات عکاسی استفاده می‌شد، به شکل یک فیلم شبیه به سلولوئید خشک می‌شود.

## الکساندر پارکز

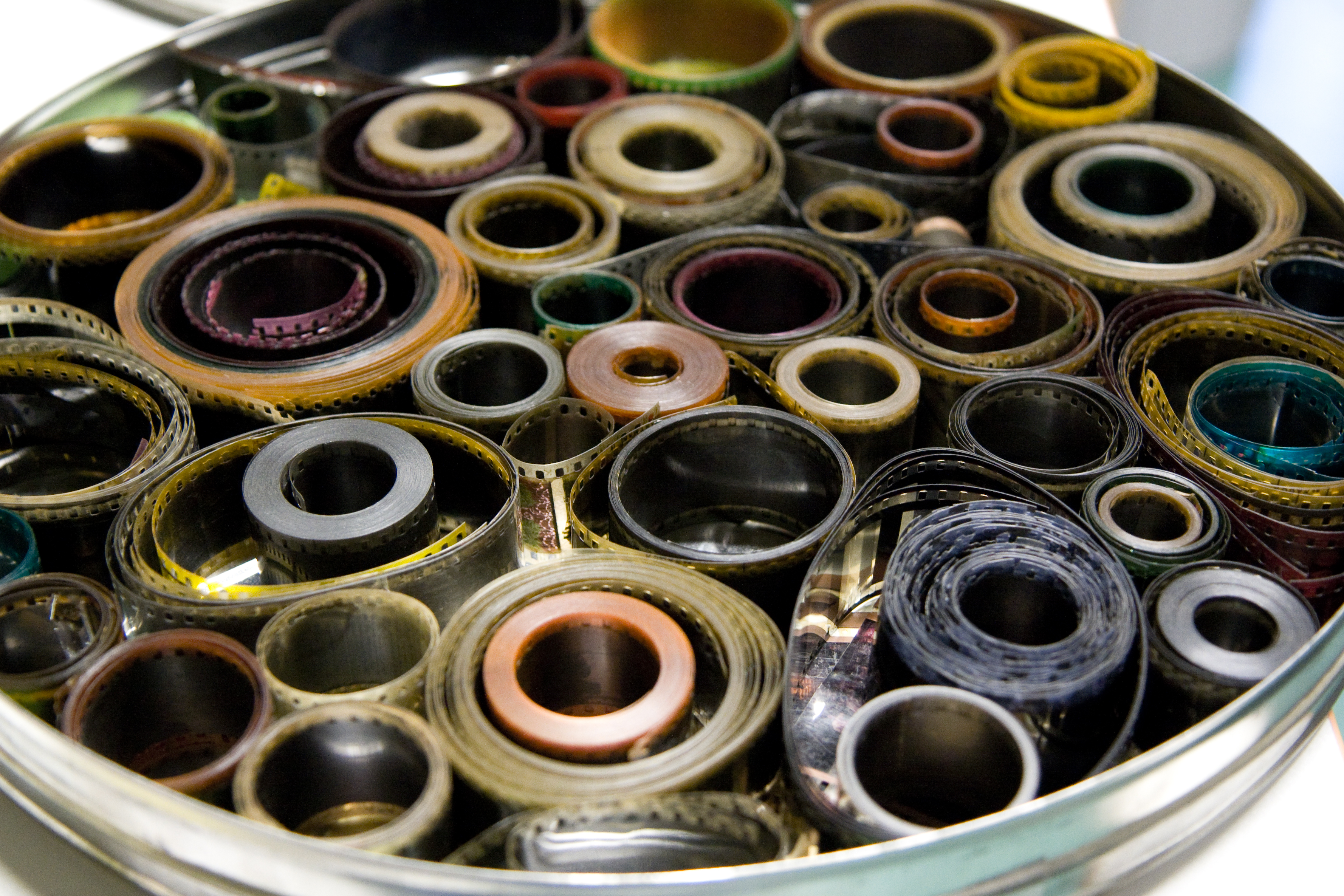
رول‌های قدیمی فیلم سلولوئید

اولین سلولوئید به عنوان یک ماده حجیم برای شکل‌دهی اشیاء در سال ۱۸۵۵ در بیرمنگام انگلستان توسط الکساندر پارکز ساخته شد، اما او هرگز نتوانست اختراع خود را به‌طور کامل به ثمر برساند زیرا شرکتش به دلیل هزینه‌های تولید بالا ورشکست شد. پارکز کشف خود را در سال ۱۸۶۲ به عنوان پارکسین ثبت اختراع کرد. او متوجه شد که پس از تبخیر حلال (شیمی) از کلوودیون عکاسی، یک باقیمانده جامد باقی می‌ماند.
پارکز در همان سال، آن را به عنوان یک ماده ضدآب برای پارچه‌های بافته شده ثبت اختراع کرد. بعدها پارکز، پارکسین را در نمایشگاه بین‌المللی سال ۱۸۶۲ در لندن به نمایش گذاشت و به خاطر تلاش‌هایش مدال برنز دریافت کرد. معرفی پارکسین عموماً به عنوان تولد صنعت پلاستیک در نظر گرفته می‌شود. پارکسین از سلولز تیمار شده با نیتریک اسید و یک حلّال ساخته می‌شد. شرکت پارکسین در سال ۱۸۶۸ تجارت خود را متوقف کرد.

## جان وسلی‌هایت

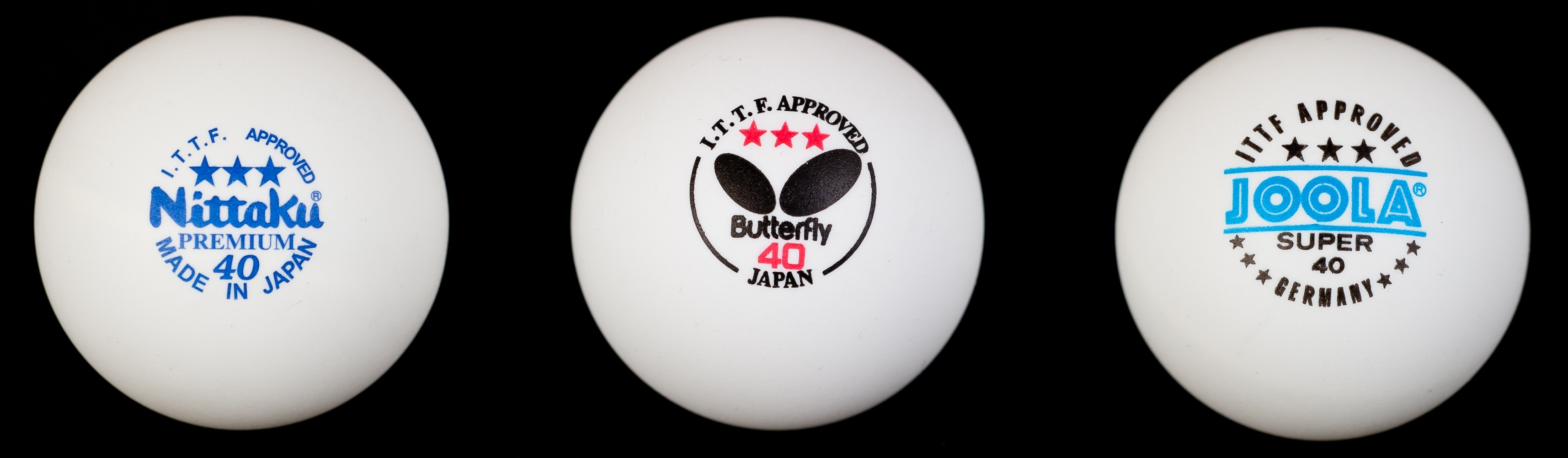
توپ‌های تنیس روی میز

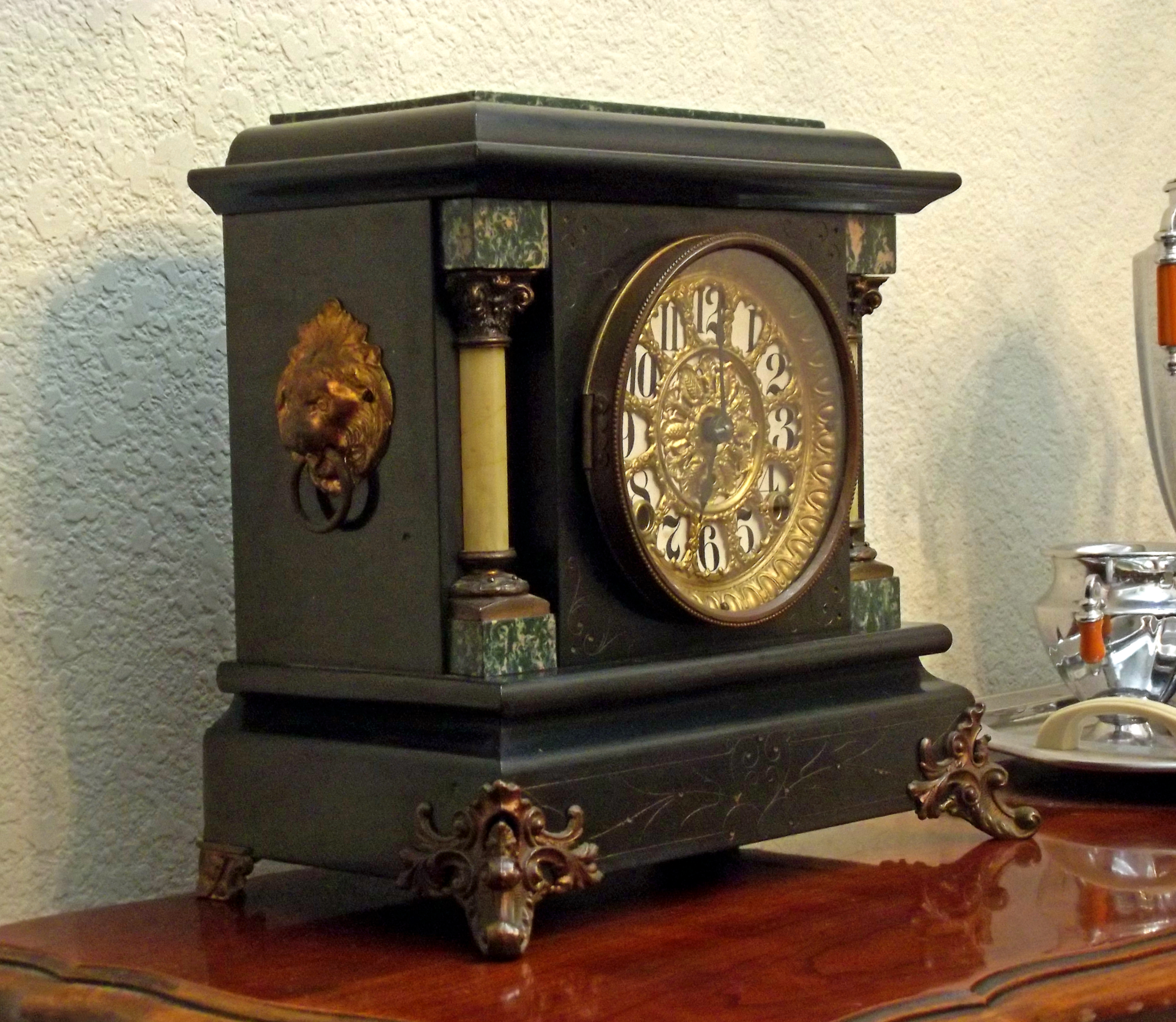
ساعت رومیزی سیاه ست تامس، یک سبک معمولی آمریکایی اواخر قرن ۱۹. "سرپانتین" و "سنگ" ستون‌ها از سلولوئید چسبانده شده به چوب ساخته شده‌اند.

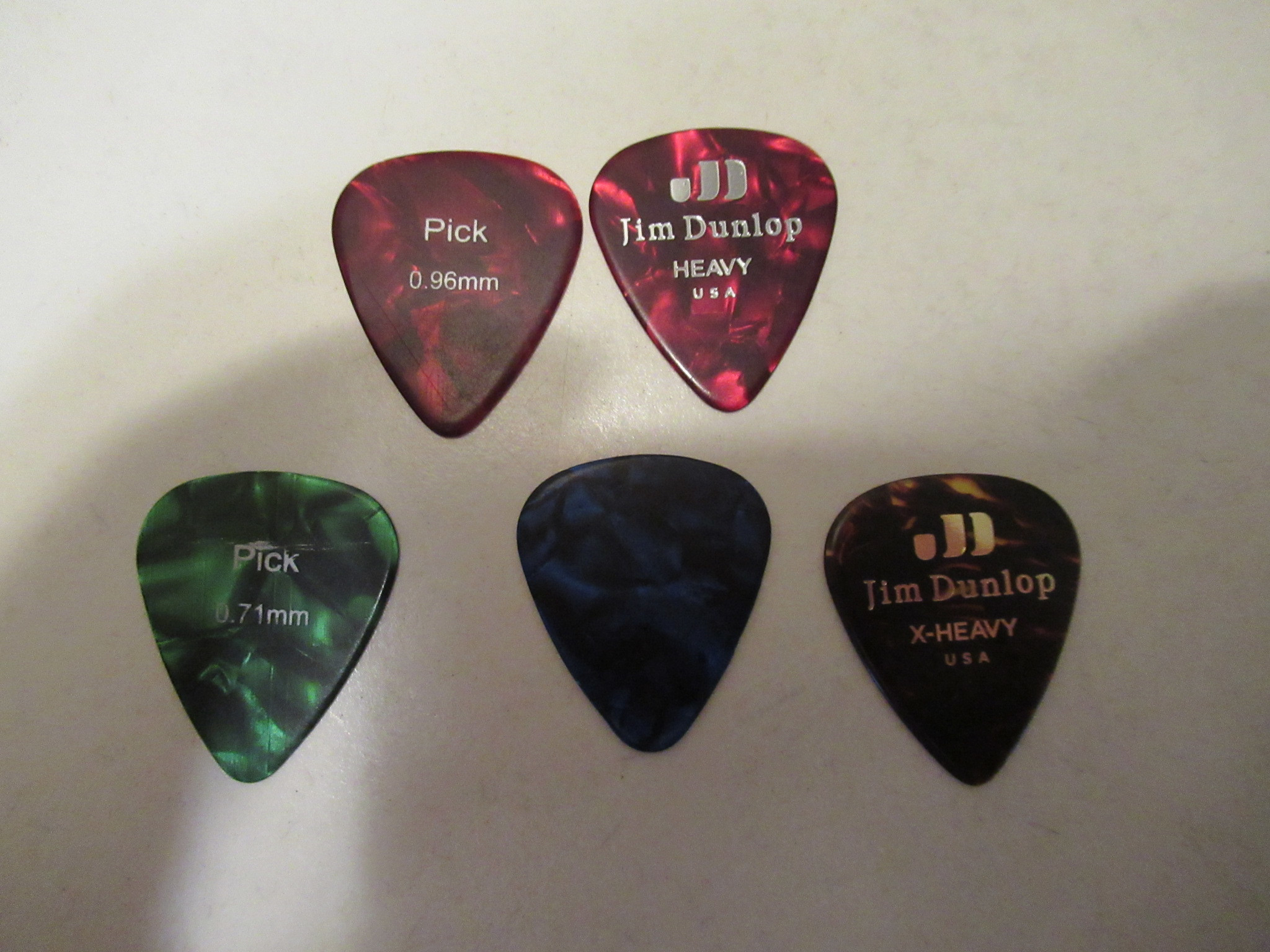
مضراب‌های گیتار سلولوئیدی لاک‌پشتی متنوع

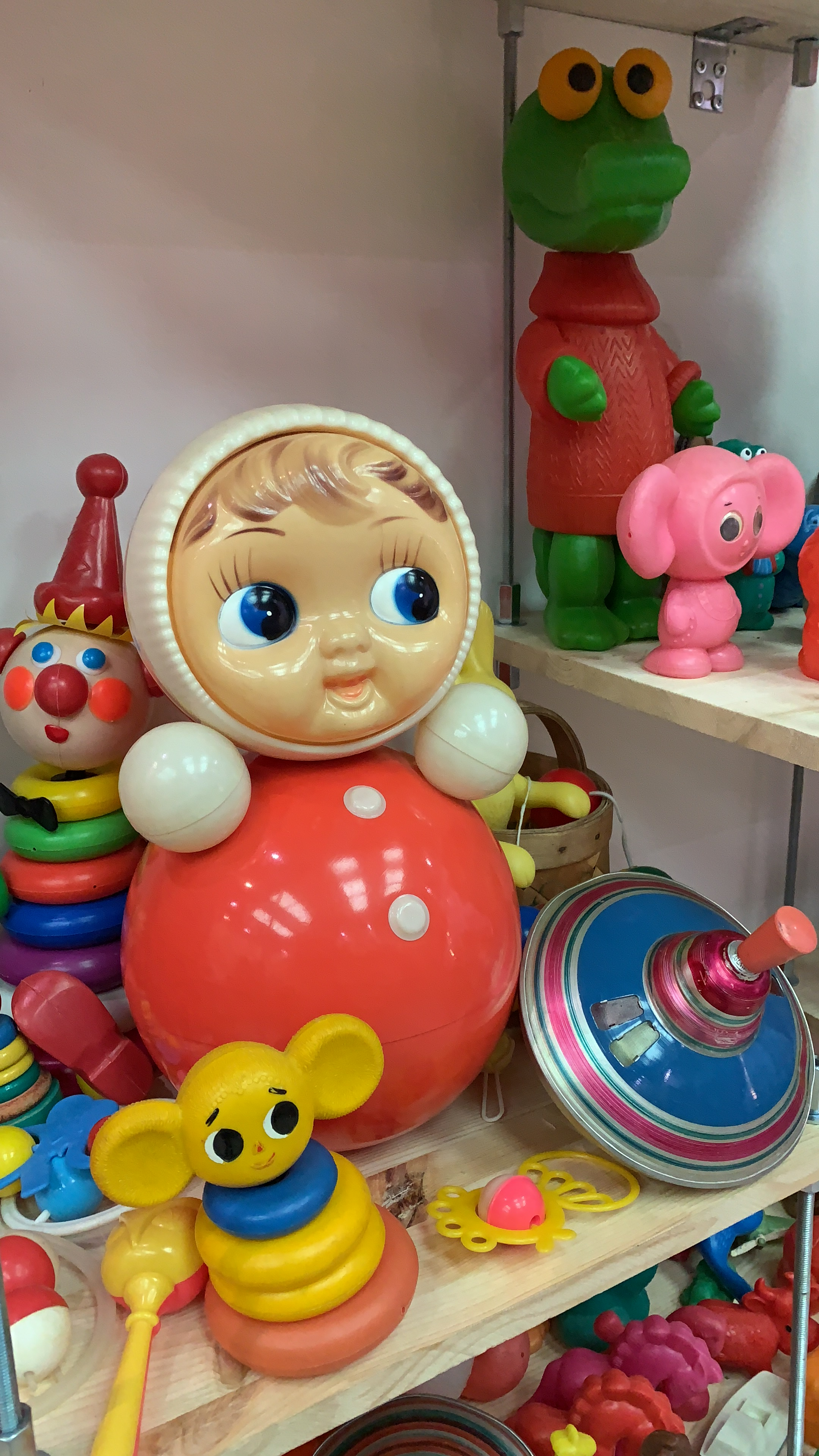
عروسک تودرتوی اواخر شوروی از سلولوئید

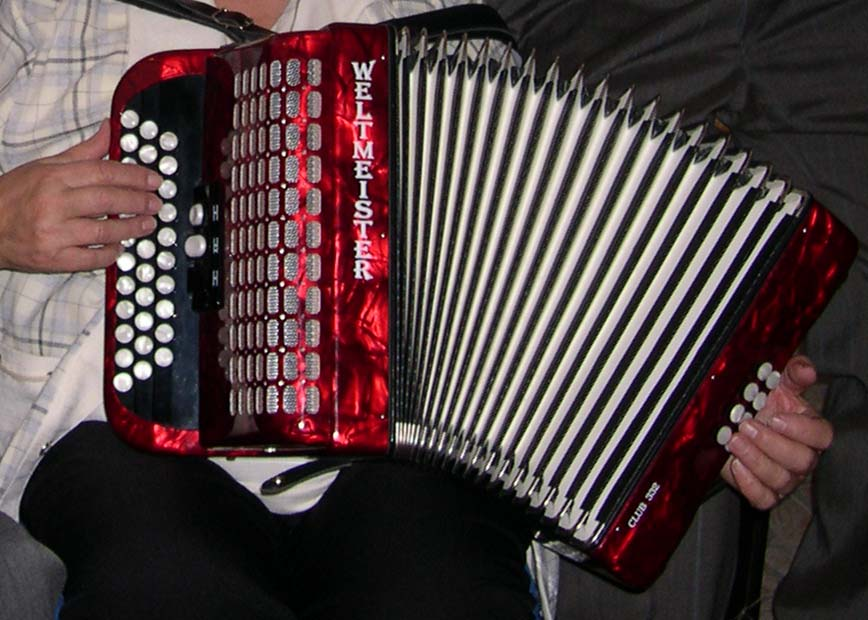
الگوی سلولوئید شعله‌ور روی آکاردئون

در دهه ۱۸۶۰، یک آمریکایی به نام جان وسلی‌هایت، حق ثبت اختراع پارکز را به دست آورد و با هدف تولید توپ‌های بیلیارد، که تا آن زمان از عاج ساخته می‌شدند، شروع به آزمایش با نیترات سلولز کرد. او از پارچه، گرد و غبار عاج و شلاک استفاده کرد و در ۶ آوریل ۱۸۶۹ روشی را برای پوشاندن توپ‌های بیلیارد با افزودن کلوودیون به ثبت رساند. هایت با کمک پیتر کینیر و سایر سرمایه‌گذاران، شرکت توپ بیلیارد آلبانی (۱۸۶۸–۱۹۸۶) را در آلبانی، نیویورک، برای تولید این محصول تشکیل داد.
در سال ۱۸۷۰، جان و برادرش، اشعیا، فرآیندی را برای ساخت یک «ماده شاخ مانند» با ترکیب نیترات سلولز و کافور به ثبت رساندند. الکساندر پارکز و دنیل اسپیل (به زیر مراجعه کنید) کافور را در طول آزمایش‌های اولیه خود ذکر کردند و ترکیب حاصل را «زایلونیت» نامیدند، اما این برادران‌هایت بودند که ارزش کافور و استفاده از آن به عنوان یک نرم‌کننده برای نیترات سلولز را تشخیص دادند. آن‌ها از گرما و فشار برای ساده‌سازی تولید این ترکیبات استفاده کردند. اشعیاهایت این ماده را در سال ۱۸۷۲ «سلولوئید» نامید. برادران‌هایت بعداً شرکت خود را که اکنون شرکت تولیدی سلولوئید نامیده می‌شود، به نیوآرک، نیوجرسی منتقل کردند.
با گذشت سال‌ها، سلولوئید به اصطلاح رایج مورد استفاده برای این نوع پلاستیک تبدیل شد. در سال ۱۸۷۸هایت توانست فرآیندی را برای قالب‌گیری تزریقی ترموپلاستیک‌ها به ثبت برساند، اگرچه پنجاه سال دیگر طول کشید تا این فرایند به صورت تجاری تحقق یابد و در سال‌های بعد سلولوئید به عنوان پایه فیلم عکاسی مورد استفاده قرار گرفت.

## تقلید ازعاج
توسعه سلولوئید تا حدودی به دلیل تمایل به کاهش وابستگی به عاج بود، زیرا شکار بی‌رویه باعث کمبود عاج شده بود. اختراعی در سال ۱۸۸۳ به تولیدکنندگان سلولوئید اجازه داد تا رگه‌های متمایز عاج را تقلید کنند و تا پایان قرن نوزدهم، سلولوئید به عنوان جایگزینی سبک‌تر (و سه برابر ارزان‌تر) برای عاج با نام‌هایی مانند "Ivarine", "Ivaleur", "French Ivory", "Parisian Ivory", "Grained Ivory" و "Ivory Pyralin" به بازار عرضه شد.

## دنیل اسپیلو اختلافات حقوقی
مخترع انگلیسی، دنیل اسپیل، با پارکز کار کرده بود و شرکت زایلونیت را برای تصاحب حق ثبت اختراع پارکز تشکیل داد و محصولات پلاستیکی جدید را زایلونیت نامید. او به ادعاهای برادران‌هایت اعتراض کرد و در سال‌های ۱۸۷۷ تا ۱۸۸۴ در چندین پرونده قضایی علیه آن‌ها اقدام کرد. در ابتدا قاضی به نفع اسپیل رای داد، اما در نهایت مشخص شد که هیچ‌کدام از طرفین ادعای انحصاری ندارند و مخترع واقعی سلولوئید / زایلونیت، الکساندر پارکز بود، زیرا او در آزمایش‌ها و اختراعات قبلی خود به کافور اشاره کرده بود. قاضی حکم داد که تمام تولید سلولوئید می‌تواند هم در شرکت زایلونیت بریتانیا اسپیل و هم در شرکت تولیدی سلولوئیدهایت ادامه یابد.
استفاده اصلی سلولوئید در صنایع فیلم و عکاسی بود که قبل از پذیرش فیلم‌های ایمنی استات در دهه ۱۹۵۰، فقط از فیلم سلولوئید استفاده می‌کردند. سلولوئید بسیار قابل اشتعال، تولید آن دشوار و گران است و دیگر به‌طور گسترده مورد استفاده قرار نمی‌گیرد.

## عکاسی
عکاس انگلیسی، جان کاربوت، در سال ۱۸۷۹ با هدف تولید صفحات خشک ژلاتینی، کارخانه Keystone Dry Plate Works را تأسیس کرد. شرکت تولیدی سلولوئید برای این کار قرارداد بست که با برش نازک لایه‌هایی از بلوک‌های سلولوئید و سپس حذف علائم برش با صفحات فشاری گرم انجام می‌شد. پس از این، نوارهای سلولوئید با یک امولسیون ژلاتینی حساس به نور پوشانده شدند. دقیقاً مشخص نیست که چه مدت طول کشید تا کاربوت فرایند خود را استاندارد کند، اما این اتفاق دیرتر از سال ۱۸۸۸ رخ نداد. یک ورق ۳۸۰ میلی‌متری از فیلم کاربوت توسط ویلیام دیکسون برای آزمایش‌های اولیه فیلم متحرک توماس ادیسون روی یک کینتوگراف استوانه‌ای استفاده شد. با این حال، پایه فیلم سلولوئید تولید شده به این روش هنوز برای نیازهای عکاسی متحرک خیلی سفت در نظر گرفته می‌شد.
تا سال ۱۸۸۹، سلولوئیدهای انعطاف‌پذیرتری برای فیلم عکاسی ساخته شد و هم هانیبال گودوین و هم شرکت ایستمن کداک حق ثبت اختراع برای یک محصول فیلم را به دست آوردند. (Ansco که پس از مرگ گودوین حق ثبت اختراع او را خریداری کرد، در نهایت در یک دادخواست نقض حق ثبت اختراع علیه کداک موفق شد). این توانایی برای تولید تصاویر عکاسی روی یک ماده انعطاف‌پذیر (برخلاف یک صفحه شیشه‌ای یا فلزی) یک گام مهم برای امکان ظهور تصاویر متحرک بود.

## کاربردها
پیش از رواج فیلم‌های استات در دهه ۱۹۵۰، بیشتر فیلم‌های سینمایی و عکاسی از سلولوئید ساخته می‌شدند. قابلیت اشتعال بالای آن افسانه‌ای بود، زیرا در مواجهه با دمای بالای ۱۵۰ درجه سانتی‌گراد در مقابل پرتو پروژکتور فیلم، خود به خود آتش می‌گرفت. در حالی که فیلم سلولوئید تا حدود سال ۱۹۵۰ برای تولیدات سینمایی ۳۵ میلی‌متری استاندارد بود، فیلم‌های سینمایی برای استفاده آماتور، مانند فیلم‌های ۱۶ میلی‌متری و ۸ میلی‌متری، حداقل در ایالات متحده آمریکا، بر پایه «ایمنی» استات بودند.
سلولوئید برای تولید جواهرات ارزان‌تر، جعبه‌های جواهرات، لوازم جانبی مو و بسیاری از اقلامی که قبلاً از عاج، شاخ یا سایر محصولات حیوانی گران‌قیمت ساخته می‌شدند، مفید بود. در این کاربردها، اغلب از آن به عنوان "Ivorine" یا "عاج فرانسوی" یاد می‌شد، پس از شکلی از سلولوئید که در فرانسه با خطوط دانه‌ای شبیه به عاج ساخته شده بود. همچنین برای ساخت ست‌های میز آرایش، عروسک‌ها، قاب عکس‌ها، آویزها، سنجاق‌های کلاه، دکمه‌ها، سگک‌ها، قطعات سازهای زهی، آکاردئون‌ها، خودنویس‌ها، دسته‌های کارد و چنگال و وسایل آشپزخانه استفاده می‌شد. عیب اصلی این ماده این بود که قابل اشتعال بود. به زودی جای خود را به باکالیت و کاتالین داد. عروسک‌های روسی تودرتو (roly-poly) تا سال ۱۹۹۶ از سلولوئید در کارخانه‌های باروت بی‌دود ساخته می‌شدند، و همچنین تا سال ۲۰۱۴ توپ‌های تنیس روی میز نیز از این جنس بودند.
ساعت‌های رومیزی و سایر وسایل مبلمان اغلب به روشی مشابه روکش با سلولوئید پوشانده می‌شدند. این سلولوئیدها چاپ می‌شدند تا شبیه چوب‌های گران‌قیمت یا موادی مانند سنگ مرمر یا گرانیت به نظر برسند. شرکت ساعت‌سازی Seth Thomas در سپتامبر ۱۸۸۰، حق استفاده از سلولوئید به عنوان یک پوشش بادوام را از شرکت تولیدی سلولوئید خریداری کرد و آن را با نام "Adamantine" به بازار عرضه کرد. سلولوئید به ساعت‌سازان این امکان را می‌داد که ساعت‌های رومیزی سیاه به سبک اواخر دوره ویکتوریا را به گونه‌ای بسازند که جعبه چوبی آن مانند سنگ مرمر سیاه به نظر برسد و ستون‌ها و سایر عناصر تزئینی جعبه شبیه سنگ‌های نیمه قیمتی باشند.
سلولوئید همچنین یک ماده محبوب در ساخت خط‌کش محاسبه بود. این ماده عمدتاً برای پوشش دادن صفحات چوبی خط‌کش محاسبه، مانند خط‌کش‌های اولیه A.W. Faber، و همچنین قطعات انتهایی نشانگر، مانند خط‌کش‌های Keuffel and Esser، استفاده می‌شد.
سلولوئید همچنان برای آلات موسیقی، به ویژه آکاردئون و گیتار استفاده می‌شود. سلولوئید بسیار مستحکم و به راحتی در اشکال دشوار قالب‌گیری می‌شود و به عنوان پوشش قاب‌های چوبی عملکرد صوتی بسیار خوبی دارد، زیرا منافذ طبیعی چوب را مسدود نمی‌کند. سازهای پوشیده شده با سلولوئید را می‌توان به راحتی با الگوی شعله‌ور مانند و معمولاً مادر مرواریدی این ماده تشخیص داد. صفحات ضخیم سلولوئید در بن‌ماری پخته می‌شوند که آن‌ها را به ماده‌ای شبیه چرم تبدیل می‌کند. سپس پانل‌ها روی یک قالب چرخانده می‌شوند و اجازه داده می‌شود تا سه ماه سفت شوند.

## فرمول
فرمولاسیون معمول سلولوئید ممکن است شامل ۷۰ تا ۸۰ واحد نیتروسلولز، نیتراته شده تا ۱۱٪ نیتروژن، ۳۰ واحد کافور، ۰ تا ۱۴ واحد رنگ، ۱ تا ۵ واحد اتانول، به علاوه تثبیت‌کننده‌ها و سایر عوامل برای افزایش پایداری و کاهش اشتعال‌پذیری باشد.

## تولید
سلولوئید از مخلوطی از مواد شیمیایی مانند نیتروسلولز، کافور، الکل و همچنین رنگ‌دهنده‌ها و پرکننده‌ها بسته به محصول مورد نظر ساخته می‌شود. اولین گام تبدیل سلولز خام به نیتروسلولز با انجام واکنش نیتراسیون است. این کار با قرار دادن الیاف سلولز در معرض محلول آبی نیتریک اسید انجام می‌شود. سپس گروه‌های هیدروکسیل (-OH) با گروه‌های نیترات (-ONO2) در زنجیره سلولز جایگزین می‌شوند. این واکنش می‌تواند بسته به درجه جایگزینی نیتروژن یا درصد نیتروژن در هر مولکول سلولز، محصولات ترکیبی تولید کند. نیترات سلولز ۲٫۸ مولکول نیتروژن در هر مولکول سلولز دارد.
مشخص شد که در این واکنش باید از سولفوریک اسید نیز استفاده شود تا اولاً گروه‌های نیتریک اسید را کاتالیز کند تا بتواند جایگزینی روی سلولز را ممکن سازد، و ثانیاً به گروه‌ها اجازه دهد به راحتی و به‌طور یکنواخت به الیاف متصل شوند و نیتروسلولز با کیفیت بهتری ایجاد کنند. سپس محصول باید شسته شود تا هرگونه اسید آزادی که با الیاف واکنش نداده است، از بین برود، خشک شود و ورز داده شود. در این مدت، محلولی از ۵۰٪ کافور در الکل اضافه می‌شود که سپس ساختار مولکولی نیتروسلولز را به یک ژل همگن از نیتروسلولز و کافور تغییر می‌دهد. ساختار شیمیایی آن به خوبی شناخته نشده است، اما مشخص شده است که برای هر واحد گلوکز یک مولکول کافور وجود دارد. پس از اختلاط، جرم تحت فشار بالا به بلوک‌هایی فشرده می‌شود و سپس برای استفاده خاص خود ساخته می‌شود.
نیتراته کردن سلولز یک فرایند بسیار قابل اشتعال است که حتی انفجارهای کارخانه‌ای نیز غیرمعمول نیست. بسیاری از کارخانه‌های سلولوئید غربی پس از انفجارهای خطرناک تعطیل شدند و تنها دو کارخانه در چین همچنان در حال فعالیت هستند.

## خطرات محیطی

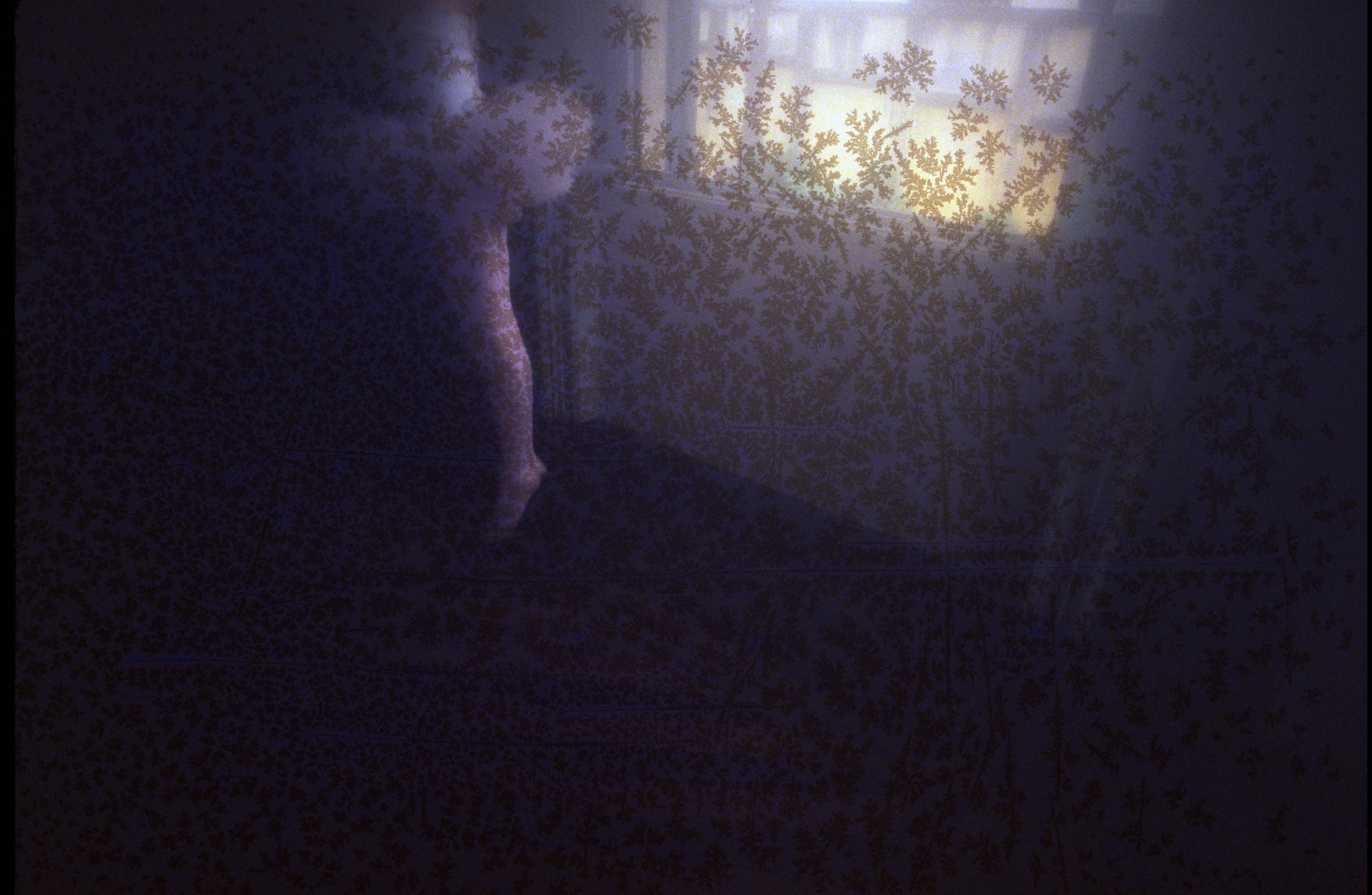
یک اسلاید عکاسی آسیب دیده از قارچ

تخریب: منابع زیادی برای تخریب در سلولوئید وجود دارد، مانند حرارتی، شیمیایی، فوتوشیمیایی و فیزیکی. مهم‌ترین نقص ذاتی این است که با افزایش سن سلولوئید، مولکول‌های کافور به دلیل فشار ناپایدار مورد استفاده در تولید از جرم خارج می‌شوند. این فشار باعث می‌شود که مولکول‌های نیتروسلولز دوباره به یکدیگر متصل شوند یا متبلور شوند و در نتیجه مولکول‌های کافور از مواد خارج شوند. پس از قرار گرفتن در معرض محیط، کافور می‌تواند در دمای اتاق تصعید شود و پلاستیک به نیتروسلولز شکننده تبدیل شود. همچنین، با قرار گرفتن در معرض گرمای بیش از حد، گروه‌های نیترات می‌توانند جدا شوند و گازهای نیتروژن مانند نیتروز اکسید و نیتریک اکسید را در هوا آزاد کنند.
یکی دیگر از عواملی که می‌تواند باعث این امر شود، رطوبت بیش از حد است که می‌تواند با حضور گروه‌های نیترات، چه تازه تکه‌تکه شده از گرما یا هنوز به عنوان یک اسید آزاد از تولید به دام افتاده، تخریب نیتروسلولز را تسریع کند. هر دوی این منابع اجازه تجمع نیتریک اسید را می‌دهند. شکل دیگری از زوال، زوال فوتوشیمیایی، در سلولوئید شدید است زیرا نور فرابنفش را به خوبی جذب می‌کند. نور جذب شده منجر به شکستن زنجیره و سفت شدن می‌شود.
در میان گردآورندگان اشیاء عتیقه، زوال سلولوئید عموماً به عنوان «پوسیدگی سلولوئید» شناخته می‌شود. فرآیندهای شیمیایی درگیر کاملاً شناخته نشده‌اند، اما اعتقاد بر این است که گازهای آزاد شده از یک قطعه در حال پوسیدگی سلولوئید می‌تواند باعث پوسیدگی سلولوئید در سلولوئیدهای مجاور شود که قبلاً دست‌نخورده بودند.